# Ossès
Ossès is een gemeente in het Franse departement Pyrénées-Atlantiques (regio Nouvelle-Aquitaine) en telt 694 inwoners (1999). De plaats maakt deel uit van het arrondissement Bayonne.

## Geografie
De oppervlakte van Ossès bedraagt 43,3 km², de bevolkingsdichtheid is 16,0 inwoners per km².
De onderstaande kaart toont de ligging van Ossès met de belangrijkste infrastructuur en aangrenzende gemeenten.

## Verkeer
De spoorweghalte Ossès - Saint-Martin-d'Arrossa ligt vlak bij de grens in de aanpalende gemeente Saint-Martin-d'Arrossa.

## Demografie
Onderstaande figuur toont het verloop van het inwonertal (bron: INSEE-tellingen).